# Lanocira wowine
Lanocira wowine är en kräftdjursart som beskrevs av Yasmeen och Javed 2000. Lanocira wowine ingår i släktet Lanocira och familjen Corallanidae. Inga underarter finns listade i Catalogue of Life.